# Gisara panamensis
Gisara panamensis är en fjärilsart som beskrevs av Max Wilhelm Karl Draudt 1932. Gisara panamensis ingår i släktet Gisara och familjen tandspinnare. Inga underarter finns listade i Catalogue of Life.